# الكسندر توماس أوغوستا
الكسندر توماس أوغوستا (بالإنجليزية: Alexander Thomas Augusta)‏ هو طبيب عسكري أمريكي، ولد في 8 مارس 1825 في نورفولك في الولايات المتحدة، وتوفي في 21 ديسمبر 1890 في واشنطن العاصمة في الولايات المتحدة.

## وصلات خارجية
- الكسندر توماس أوغوستا على موقع إن إن دي بي (الإنجليزية)